# Luân Trụ
Luân Trụ (tiếng Trung: 倫柱; 1772 – 1823) là một hoàng thân của nhà Thanh trong lịch sử Trung Quốc, người thừa kế 1 trong 12 tước vị Thiết mạo tử vương.

## Cuộc đời
Luân Trụ được sinh ra vào giờ Thân, ngày 14 tháng 10 (âm lịch) năm Càn Long thứ 37 (1772), trong gia tộc Ái Tân Giác La. Ông là con trai trưởng của Thuận Thừa Thận Quận vương Hằng Xương, mẹ ông là Thứ Phúc tấn Mã Giai thị (馬佳氏).
Năm Càn Long thứ 51 (1786), ông được thế tập tước vị Thuận Thừa Quận vương (順承郡王) đời thứ 12. Một điều đặc biệt là thời gian ông được thế tập tước vị là năm thứ 51 (1786), chứ không phải sau khi phụ thân ông qua đời, tức năm thứ 43 (1778), không rõ vì sao lại bị gián đoạn như vậy.
Năm Đạo Quang nguyên niên (1821), tháng 9, ông làm chức Thập ngũ Thiện xạ (十五善射).
Năm thứ 3 (1823), ngày 16 tháng 3 (âm lịch), giờ Mẹo, ông qua đời, thọ 52 tuổi, được truy thụy Thuận Thừa Giản Quận vương (順承简郡王).

## Gia quyến

### Thê thiếp

#### Đích Phúc tấn
- Trương Giai thị (張佳氏), con gái của Lang trung Ngọc Đại (玉岱).

#### Trắc Phúc tấn
- Tào Giai thị (曹佳氏), con gái của Bát phẩm quan Lão Cách (老格).
- Lý Giai thị (李佳氏), con gái của Nhất đẳng Thị vệ Vĩnh Thái (永泰).
- Mã Giai thị (馬佳氏), con gái của Mục Đằng Ngạch (穆騰額).
- Lý Giai thị (李佳氏), con gái của Nhất đẳng Thị vệ Hòa Thịnh Ngạch (和盛額).

#### Thứ thiếp
- Lưu thị (劉氏), con gái của Lưu Phúc Bảo (劉福保).
- Tào thị (曹氏), con gái của Tào Đạt Thiện (曹達善).
- Dương thị (楊氏), con gái của Phú Đức (富德).

### Hậu duệ

#### Con trai
1. Xuân Lãng (春朗; 1790 – 1801), mẹ là Đích Phúc tấn Trương Giai thị. Chết yểu.
2. Xuân Khải (春凱; 1798 – 1799), mẹ là Trắc Phúc tấn Tào Giai thị. Chết yểu.
3. Xuân Kiệt (春傑; 1799 – 1805), mẹ là Đích Phúc tấn Trương Giai thị. Chết yểu.
4. Xuân Sơn (春山; 1800 – 1854), mẹ là Trắc Phúc tấn Lý Giai thị (con gái của Vĩnh Thái). Năm 1823 được thế tập tước vị Thuận Thừa Quận vương. Sau khi qua đời được truy thụy Thuận Thừa Cần Quận vương (順承勤郡王). Có 6 con trai.
5. Xuân Hữu (春佑; 1801 – 1876), mẹ là Trắc Phúc tấn Mã Giai thị. Được phong làm Trấn quốc Tướng quân (鎭國將軍) kiêm Đô thống (都統). Có bảy con trai.
6. Xuân Dụ (春裕; 1801 – 1805), mẹ là Đích Phúc tấn Trương Giai thị. Chết yểu.
7. Xuân Khánh (春慶; 1807 – 1808), mẹ là Trắc Phúc tấn Mã Giai thị. Chết yểu.
8. Xuân Thọ (春壽; 1807 – 1808), mẹ là Trắc Phúc tấn Lý Giai thị. Chết yểu.
9. Xuân Lộc (春祿; 1807 – 1868), mẹ là Thứ thiếp Lưu thị. Được phong làm Tam đẳng Phụng quốc Tướng quân (三等奉國將軍). Vô tự.
10. Xuân Anh (春英; 1808 – 1863), mẹ là Trắc Phúc tấn Mã Giai thị. Được phong làm Trấn quốc Tướng quân kiêm Phó Đô thống (副都統). Có 4 con trai.
11. Xuân Định (春定; 1810 – 1867), mẹ là Trắc Phúc tấn Mã Giai thị. Được phong làm Trấn quốc Tướng quân kiêm Tam đẳng Thị vệ, Tá lĩnh. Có ba con trai
12. Xuân Tĩnh (春靜; 1810 – 1836), mẹ là Trắc Phúc tấn Lý Giai thị. Được phong làm Trấn quốc Tướng quân. Vô tự.
13. Xuân An (春安). Được phong làm Phụng ân Tướng quân (奉恩將軍). Có 1 con trai.
14. Xuân Kỳ (春祺; 1813 – 1817), mẹ là Thứ thiếp Tào thị. Chết yểu.
15. Xuân Phúc (春福; 1813 – 1819), mẹ là Trắc Phúc tấn Lý Giai thị (con gái của Hòa Thịnh Ngạch). Chết yểu.
16. Xuân Quý (春貴; 1815 – 1829), mẹ là Trắc Phúc tấn Lý Giai thị (con gái của Hòa Thịnh Ngạch). Chết trẻ.
17. Xuân Ích (春益; 1817 – 1870), mẹ là Trắc Phúc tấn Mã Giai thị. Được phong làm Trấn quốc Tướng quân. Có một con trai.
18. Xuân Đới (春戴; 1818 – 1883), mẹ là Thứ thiếp Tào thị. Được phong làm Tam đẳng Phụng quốc Tướng quân (三等奉國將軍). Có bốn con trai.
19. Xuân Thụy (春瑞; 1821 – 1861), mẹ là Thứ thiếp Dương thị. Được phong làm Phụng ân Tướng quân (奉恩將軍) kiêm Tam đẳng Thị vệ. Có một con trai.